# Funkiella
Funkiella ist eine Gattung aus der Familie der Orchideen (Orchidaceae), die nur sieben Arten enthält. Die ausgesprochenen Hochgebirgspflanzen sind von Mexiko bis Costa Rica verbreitet.

## Beschreibung
Die Arten der Gattung Funkiella sind terrestrisch wachsende, kleine, ausdauernde, krautige Pflanzen. Die Wurzeln entspringen büschelweise an der Basis des Sprosses, sie sind fleischig, behaart, knollig verdickt, manchmal gestielt. Wenige Blätter stehen in einer lockeren Rosette beieinander. Sie sind schmal-oval bis lanzettlich und enden spitz, bei manchen Arten sind sie deutlich gestielt. Zur Blütezeit sind die Blätter manchmal schon verwelkt.
Der endständige, aufrechte Blütenstand ist eine wenigblütige, einseitswendige Traube. Der Blütenstandsstiel ist glatt oder im oberen Bereich drüsig behaart. Die Hochblätter, die den Blütenstandsstiel umhüllen sind röhrenförmig bis lanzettlich, sie enden spitz. Die Tragblätter sind groß, oval und spitz endend. Die resupinierten, duftenden Blüten sind weiß oder grünlich, mit roter oder rotbrauner Zeichnung. Der Fruchtknoten ist spindelförmig bis zylindrisch, unbehaart oder nur wenig behaart, kaum verdreht. Während der Fruchtknoten aufrecht steht, weist die röhrenförmige Blütenhülle seitwärts oder etwas nach unten. Die drei Sepalen sind ungleich geformt, das dorsale Sepal ist teilweise mit der Säule verwachsen, die seitlichen Sepalen sind an ihrer Basis asymmetrisch und etwas vergrößert, sie formen dort mit der leicht sackartigen Basis der Lippe eine stumpfe Ausbeulung. Die Petalen haften am dorsalen Sepal an. Die Lippe ist rinnig gefaltet, die Spitze ist nach unten gebogen. Die untere Hälfte ist fleischig, am Grund mit den seitlichen Sepalen und der Verlängerung der Säule (Säulenfuß) ein sackartiges Nektarium bildend, dort sind die Ränder zu Nektardrüsen verdickt. Die Säule ist schlank keulenförmig, mit kurzem, gebogenem Fuß. Die Narbe ist oval und liegt quer zur Säulenachse. Das Staubblatt ist oval bis herzförmig und zugespitzt, die Säule umgibt es mit einem dünnen Gewebe (Klinandrium), der Staubfaden ist komplett verwachsen. Die hellgelben Pollinien sind keulenförmig und haften an einer linealisch-länglichen, grauen Klebscheibe (Viscidium). Das Trenngewebe zwischen Narbe und Staubblatt (Rostellum) ist biegsam und sehr dünn dreieckig, es endet fast fadenförmig.

## Vorkommen
Funkiella ist im Süden der USA (Texas), in Mexiko, Guatemala und Costa Rica verbreitet. Sie kommen in Höhenlagen von 2000 bis 4000 Meter vor. Die Standorte sind Wälder aus Eichen, Kiefern und Tannen, trockene Gebüsche und alpine Grasländer.

## Systematik und botanische Geschichte
Funkiella wird innerhalb der Tribus Cranichideae in die Subtribus Spiranthinae eingeordnet. Die Gattung wurde von Rudolf Schlechter 1920 mit der damals einzigen Art Funkiella hyemalis beschrieben.
Während die Gattung Funkiella schon von Schlechter mit Schiedeella verglichen wird, zeigen neuere Untersuchungen eine nahe Verwandtschaft mit der Gattung Microthelys.
Der Name Funkiella ehrt den belgischen Pflanzensammler Nicolas Funk, auch Funck geschrieben (1816–1896).
Die Arten der Gattung Funkiella:
- Funkiella hyemalis (A.Rich. & Galeotti) Schltr.: Sie kommt von Mexiko bis Guatemala vor.[4]
- Funkiella laxispica (Catling) Salazar & Soto Arenas: Sie kommt nur im mexikanischen Bundesstaat Oaxaca vor.[4]
- Funkiella parasitica (A.Rich. & Galeotti) Salazar & Soto Arenas: Sie kommt von Mexiko bis Costa Rica vor.[4]
- Funkiella stolonifera (Ames & Correll) Garay: Sie kommt von Mexiko bis Guatemala vor.[4]
- Funkiella tenella (L.O.Williams) Szlach.: Sie kommt in den mexikanischen Bundesstaaten Chihuahua und Durango vor.[4]
- Funkiella valerioi (Ames & C.Schweinf.) Salazar & Soto Arenas: Sie kommt in Mexiko, Guatemala und Costa Rica vor.[4]
- Funkiella versiformis Szlach.: Sie kommt nur in Costa Rica vor.[4]

## Belege
Die Informationen dieses Artikels stammen überwiegend aus:
- Leslie A. Garay: A generic revision of the Spiranthinae. In: Botanical Museum Leaflets of Harvard University. Band 28, Nr. 4, 1982, S. 319–320.
- Alec M. Pridgeon, Phillip Cribb, Mark W. Chase, Finn Rasmussen (Hrsg.): Genera Orchidacearum. Orchidoideae (Part 2). Vanilloideae. Band 3/2. Oxford University Press, New York und Oxford 2003, ISBN 0-19-850711-9, S. 207–210.

## Weiterführendes
- Liste der Orchideengattungen